# Veľký Lipník
Veľký Lipník é um município da Eslováquia, situado no distrito de Stará Ľubovňa, na região de Prešov. Tem 27,51 km² de área e sua população em 2018 foi estimada em 945 habitantes.

## Demografia
| Ano:        | 1994 | 2004   | 2014   | 2024   |
| ----------- | ---- | ------ | ------ | ------ |
| Broj ljudi: | 980  | 1010   | 977    | 895    |
| Razlika:    |      | +3,06% | -3,26% | -8,39% |

| Ano:               | 2023 | 2024   |
| ------------------ | ---- | ------ |
| Número de pessoas: | 901  | 895    |
| Diferença:         |      | -0,66% |